# Nathalie Tauziatová
Nathalie Tauziatová (* 17. října 1967 Bangui, Středoafrická republika) je bývalá tenistka. V současné době[kdy?] má sídlo ve městě Anglet ve Francii. Měří 165 cm, váží 63 kg. S profesionální kariérou začala v roce 1984, skončila v roce 2002. Jde o držitelku osmi titulů ve dvouhře a 25 ve čtyřhře a za svou kariéru si vydělala 6 650 093 dolarů. Má dceru, která se narodila v roce 2005.
Jejím největším úspěchem bylo finále Wimbledonu v roce 1998, kde podlehla Janě Novotné 4:6 6:7(2).

## Vítězství na turnajích WTA tour ve dvouhře
- 2001 – Birmingham
- 2000 – Paříž
- 1999 – Moskva, Lipsko
- 1997 – Birmingham
- 1995 – Eastbourne
- 1993 – Québec
- 1990 – Bayonne

V roce 1999 se dostala do semifinále dvouhry na WTA Tour Championships a v roce 1997 a 1998 spolu s Fusaiovou prohrály finále tohoto turnaje ve čtyřhře.